# マルティン・ヴィティーク
マルティン・ヴィティーク（Martin Vitík、2003年1月21日 - ）は、チェコ・ベロウン出身のサッカー選手。ボローニャFC所属。ポジションはDF。

## クラブ経歴
2017年にACスパルタ・プラハの下部組織に入団し、2020-21シーズンのプレシーズンにはトップチームの練習に参加するようになった。2020年10月22日、UEFAヨーロッパリーグのグループステージリールOSC戦にて、ミハル・サーチェクとの途中交代でトップチームデビューを果たした。
2025年7月6日、ボローニャFCに移籍した。

## 代表経歴
2023年11月20日、UEFA EURO 2024予選のモルドバ代表戦でA代表初出場。